# Oleg Kwasza (hokeista)
Oleg Władimirowicz Kwasza (ros. Олег Владимирович Кваша; ur. 26 lipca 1978 w Moskwie) – rosyjski hokeista, reprezentant Rosji, działacz i trener.

## Kariera zawodnicza
- CSKA 2 Moskwa (1994-1997)
- CSKA Moskwa (1995-1997)
- Beast of New Haven (1997-1998)
- Florida Panthers (1998-2000)
- New York Islanders (2000-2004)
- Siewierstal Czerepowiec (2004)
- CSKA Moskwa (2004-2005)
- New York Islanders (2005-2006)
- Phoenix Coyotes (2006)
- Witiaź Czechow (2006-2008)
- Traktor Czelabińsk (2008-2009)
- Atłant Mytiszczi (2009-2010)
- Mietałłurg Magnitogorsk (2010-2011)
- Nieftiechimik Niżniekamsk (2011-2012)
- CSKA Moskwa (2012-2013)
- Awangard Omsk (2013)
- Jermak Angarsk (2013)
- Spartak Moskwa (2013-2014)
- CSKA Sofia (2014)
- Barys Astana (2014-2015)

Wychowanek i od lipca 2012 do czerwca 2013 ponownie zawodnik CSKA Moskwa. Od lipca 2013 zawodnik Awangardu Omsk. 31 października 2013 przekazany do zespołu farmerskiego Jermak w Angarsku. W połowie listopada 2013 został zwolniona przez Awangard. Od 1 grudnia 2013 zawodnik Spartaka Moskwa. Od października 2014 zawodnik CSKA Sofia. Od końca listopada 2014 zawodnik kazachskiego Barysu Astana.
Uczestniczył w turniejach mistrzostw Europy juniorów do lat 18: 1996, mistrzostw świata juniorów do lat 20 1997, 1998, zimowych igrzysk olimpijskich 2002, Pucharu Świata 2004.

## Kariera działacza
W połowie 2020 został skautem na rzecz Spartak Moskwa.
W listopadzie 2021 wszedł do sztabu zespołu juniorskiego SMO MHK Atłant Mytiszczi. Latem 2023 wszedł do sztabu trenerskiego MHK Spartak Moskwa

## Sukcesy
Reprezentacyjne
- Brązowy medal mistrzostw świata juniorów do lat 20: 1997
- Srebrny medal mistrzostw świata juniorów do lat 20: 1998
- Brązowy medal zimowych igrzysk olimpijskich: 2002

Wyróżnienie
- Zasłużony Mistrz Sportu Rosji w hokeju na lodzie: 2002